# Funnel Weaver
Funnel Weaver es el séptimo álbum del guitarrista Buckethead, lanzado en el año 2002.

El álbum es muy diferente a los anteriores ya que este está constituido por 49 canciones un tanto cortas, que en la mayoría son samples de él en un estilo heavy metal con una percusión un tanto robótico.

El álbum contiene unas pequeñas partes vocalizadas con dificultad pero el álbum es enteramente instrumental.

## Canciones
1. The Blind Centipede – 0:55
2. Kurtz Temple – 2:04
3. Covert – 1:13
4. Death Card – 1:04
5. R.I.P – 1:04
6. Plans Within Plans – 0:41
7. Eye in the Sky – 0:57
8. Freezer Burns – 0:59
9. Sky Drones – 0:58
10. Operation Gateway – 1:18
11. Bantam Rising – 1:45
12. Combat Shadow – 0:26
13. Azzim's Lectures – 1:24
14. Channel Of Secrets – 0:45
15. Comet Shower – 1:20
16. The Worm Turns – 1:36
17. Silhouettes Against the Sky – 1:32
18. Sleeper Agents – 1:35
19. Recreational Cryonics – 1:26
20. The Blind Sniper (Fred Rogers) – 1:42
21. Atlantis Found – 0:59
22. The Spider's Web – 1:19
23. Blue Crystal – 1:24
24. Reaping The Whirlwind – 1:01
25. The Hills Have Eyes – 2:55
26. The Other Side of Midnight – 0:51
27. Sea The Hollow Man – 0:50
28. Unsound Methods – 1:06
29. Hall of Records – 1:35
30. Aluminum Clouds – 1:28
31. Lost Threads – 1:23
32. Killing Mask – 2:46
33. Rattlesnake Hill – 0:55
34. F-4 Phantom – 1:00
35. Stub Pylons – 1:00
36. Armour Piercing Projectile – 0:44
37. Stolen Identities – 1:20
38. The Shriek of Revenge – 1:17
39. 5-Card Trick – 1:25
40. Caretaker of Memory – 1:02
41. The Kingdom of Nie – 1:08
42. Kangaroo Kranes – 0:53
43. High Seat With the Devil – 1:18
44. Jessy – 1:32
45. From the Foxholes – 1:22
46. (F.L.I.P.) – 0:45
47. Frozen Head – 1:53
48. Who Is the Enemy – 0:36
49. Nappler Radar – 0:54

## Créditos
- Grabado en: the Coop
- Masterizado en: TDRS Music por Travis Dickerson
- Asistente: the Frozen Brain of Shingles
- Gracias a: Norm, Frankenseuss, Travis, Shingles' frozen head, the bust of Mike Brady, Big D
- Samples: LA Riot Drums, Brain, Bill Laswell, Big Beat, Chopper
- Portada: Bryan Theiss